# ظهر (فردوس)
ظهر (بالفارسية: ظهر) هي مستوطنة تقع في قسم برون الريفي في إيران. يقدر عدد سكانها بـ 57 نسمة .